# Gilbert Elliot-Murray-Kynynmound, II conte di Minto
Gilbert Elliot-Murray-Kynynmound, II conte di Minto (Glasgow, 16 novembre 1782 – Potsdam, 2 luglio 1859), è stato un nobile e politico britannico.

## Biografia
Figlio primogenito di Gilbert Elliot-Murray-Kynynmound, I conte di Minto e di sua moglie Anna Maria Amyand, figlia di Sir George Amyand, Gilbert venne educato ad Eton.
Nel 1806 entrò nel Parlamento come rappresentante della fazione Whig di Ashbourton e poi per il Roxbourghshire; grazie all'influenza di Francis Rawdon-Hastings, I marchese di Hastings, suo padrino, ricevette il grado onorifico di colonnello di fanteria e venne nominato vice governatore di Bombay, in India.
Nel 1831 divenne membro della Camera dei Lord e dal 1832 al 1834 fu ambasciatore britannico in Prussia.
Nel 1835 divenne Primo Lord dell'Ammiragliato sotto William Lamb, II visconte Melbourne, e nel 1846 segretario di stato sotto John Russell, I conte di Russell. Negli anni della sua giovinezza, seguendo il padre che era stato nominato viceré in Corsica, sviluppò una notevole affezione per la cultura italiana che si respirava sull'isola e per questo, tra il 1847 ed il 1848 fu inviato speciale del governo inglese in Svizzera, Sardegna, Toscana, Stato Pontificio e Sicilia.
Come conte di Minto gli succedette il figlio William Elliot-Murray-Kynymound, III conte di Minto.

## Matrimonio e figli
Lord Minto sposò Mary, figlia di Patrick Brydone, nel 1806. La coppia ebbe insieme i seguenti figli: 
- Charlotte (m. 1899), sposò il deputato conservatore Melville Portal.
- Harriet Anne Gertrude (m. 9 Feb. 1855), morto giovane
- William, III conte di Minto
- Mary Elizabeth, sposò Ralph Abercromby, II barone Dunfermline
- Sir Henry Elliot, diplomatico
- Charles Elliot-Murray-Kynynmound, ammiraglio.
- Frances Anna Maria (1815–1898), sposò John Russell, poi primo ministro inglese.[1]
- George Francis (9 ottobre 1822 – 14 febbraio 1901), avvocato, morì celibe.
- Elizabeth Amelia Jane (c. 1823 – 18 gennaio 1892), sposò il tenente colonnello Frederick Romilly, figlio di Samuel Romilly.
- Gilbert (23 maggio 1826 – 25 maggio 1865), tenente colonnello, sposò Katherine Anne Gilbert, figlia di Ashurst Gilbert, arcivescovo di Chichester.